# Arctoseius
Arctoseius – rodzaj roztoczy z rzędu żukowców i rodziny Ascidae. Obejmuje ponad 55 opisanych gatunków.

## Morfologia
Roztocze te mają gnatosomę z siedmioma rządkami ząbkowań w rowku hypostomalnym oraz podzielonym na jedno lub dwa odgałęzienia epistomem. Szczękoczułki mają wierzchołek podzielony na dwuzębny palec ruchomy oraz palec nieruchomy o różnie wykształconym uzbrojeniu: od trzech wyraźnie oddzielonych zębów do baterii drobnych, ściśle przylegających ząbków. Nogogłaszczki pozbawione są szczecinek makroskopowych (makrochet). Grzbietową stronę idiosomy roztocze te mają przykrytą tarczką holodorsalną lub schizodorsalną. Powierzchnia tej tarczki ma zwykle słabo widoczną ornamentację. Na chetotaksję tejże tarczki składa się od 29 do 34 par gładkich, pojedynczych, niełopatkowatych szczecinek z których od 12 do 14 par umieszczonych jest w tylnej części tarczki, a 9 lub 10 par na jej bocznych błonach. Na spodzie ciała samicy leży tarczka sternalna zaopatrzona w trzy pary szczecinek sternalnych. Czwarta i piąta para tych szczecinek leżą już na błonie, przy czym ta ostatnia po bokach tarczki genitalnej. Ponadto u samicy obecna jest tarczka analna zaopatrzona w trzy szczecinki. Między biodrami drugiej i trzeciej pary odnóży znajdują się płytki endopodalne, które zwykle zrośnięte są z tarczką sternalną, choć zdarzają się gatunki o owych płytkach wolnych lub zanikłych. Pierwsza para odnóży ma po 12 szczecinek na kolanie i goleni (w tym szczecinkę av-2) oraz zwieńczona jest przedstopiem z pazurkami. Druga para odnóży ma 10 szczecinek na kolanie i 9 na goleni. Trzecia para odnóży ma 7 szczecinek na kolanie (w tym szczecinkę pv-1) i 7 na goleni. Ostatnia para odnóży ma 7 szczecinek na kolanie i 6 lub 7 na goleni.

## Rozprzestrzenienie
Roztocze te rozsiedlone są na całym świecie. Większość jednak ma zasięg holarktyczny, głównie cyrkumpolarny. Około połowy gatunków ograniczonych jest w swym występowaniu do zimnych rejonów tajgi, arktycznej tundry i wysokich gór. Liczne gatunki zamieszkują siedliska ekstremalne, przekraczając północne koło podbiegunowe w Rosji czy żyjąc na Alasce. W północno-zachodniej części Europy i Fennoskandii stwierdzono ich do 2017 roku 15 gatunków.

## Taksonomia
Rodzaj ten został utworzony w 1930 roku przez Siga Thora, a jego gatunkiem typowym ustanowiony został Arctoseius laterincisus.
Obejmuje ponad 55 opisanych gatunków, w tym:

- Arctoseius ambiguus Makarova et Huhta, 2017
- Arctoseius austriacus Willmann, 1949
- Arctoseius babenkoi Makarova, 2000
- Arctoseius brevichelis Karg, 1969
- Arctoseius cetratus Sellnick, 1940
- Arctoseius dendrophilus Karg, 1969
- Arctoseius eremitus (Berlese, 1918)
- Arctoseius euventralis Karg, 1998
- Arctoseius haarlovi Lindquist & Makarova, 2011
- Arctoseius ibericus Willmann, 1949
- Arctoseius insularis (Willmann, 1952)
- Arctoseius koltschaki Makarova & Lindquist, 2013
- Arctoseius kolymensis Makarova et Petrova, 1992
- Arctoseius lateroincisus Thor, 1930
- Arctoseius latoanalis Karg, 1998
- Arctoseius magnanalis Evans, 1958
- Arctoseius memnon Halliday, Walter et Lindquist, 1998
- Arctoseius minutus (Halbert, 1915)
- Arctoseius miranalis Makarova, 2000
- Arctoseius nikolskyi Makarova et Petrova, 1992
- Arctoseius pristinus Karg, 1962
- Arctoseius productus Makarova, 2000
- Arctoseius resinae Karg, 1969
- Arctoseius semiscissus (Berlese, 1892)
- Arctoseius sexsetus Lindquist & Makarova, 2011
- Arctoseius tajmyricus Petrova et Makarova, 1991
- Arctoseius tschernovi Makarova, 2000
- Arctoseius venustulus (Berlese, 1916)
- Arctoseius wisniewskii Gwiazdowicz et Kamczyc, 2009[1]